# Chiméra (Turecko)

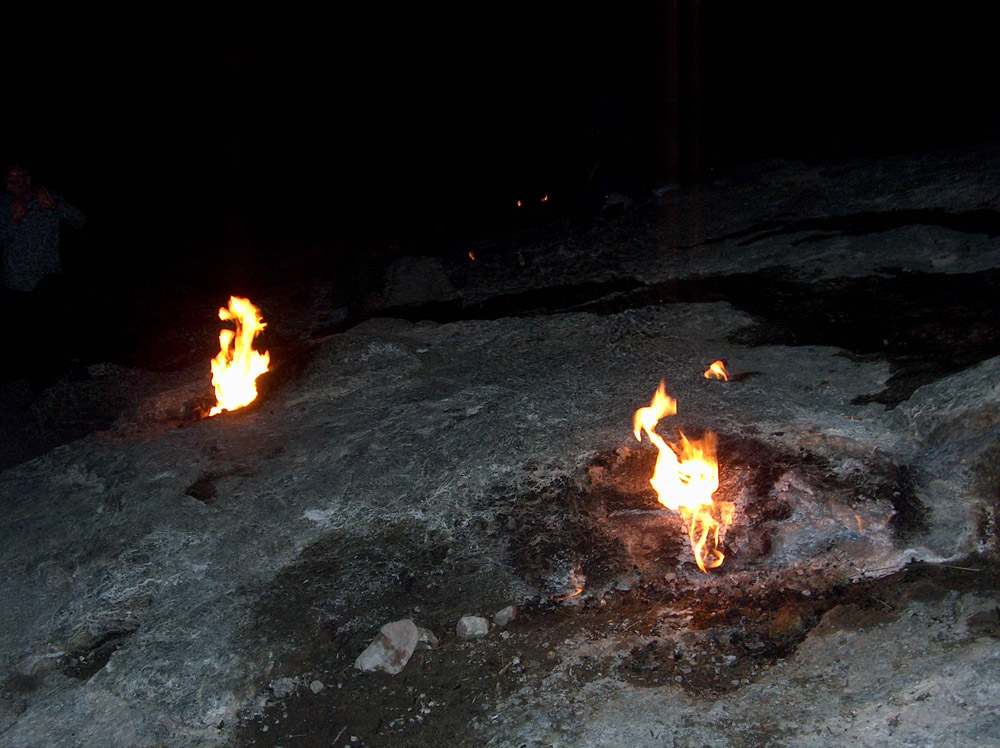
Ohně Chiméry v noci

Chiméra (řecky Χίμαιρα – Chímaira) je přírodní vývěr zemního plynu pojmenovaný podle mytologické příšery chrlící oheň – Chiméry. Turecky se toto místo nazývá Yanartaş, čili „hořící skála“. Je známo již z období starověku. Nachází se v bývalé provincii Lycia v dnešním Turecku, asi 70 km jihojihozápadně od Antalye, poblíž zbytků antického města Olympos a vesnice Çıralı.
Ohně se nacházejí na místě vzdáleném asi 2 km od pobřeží, ve výšce 250 m nad mořem, na malé mýtince uprostřed lesního porostu. Plyn vyvěrá z otvorů a trhlin v zemi, některé plameny jsou ve dne sotva viditelné. Ve starověku tvořila Chiméra význačný orientační bod pro mořeplavce.
Starověké zprávy uvádějí, že Olympos proslul svým kultem boha Héfaista. Jeho svatyně se mohla nacházet právě na tomto místě, ale archeologické nálezy tuto hypotézu dosud nepotvrdily. Pro jistou posvátnost tohoto místa hovoří zbytky středověkého kostelíka.
Podobný útvar – Focul viu – se nachází na okraji vesnice Terca v Rumunsku.